# 베라자르구

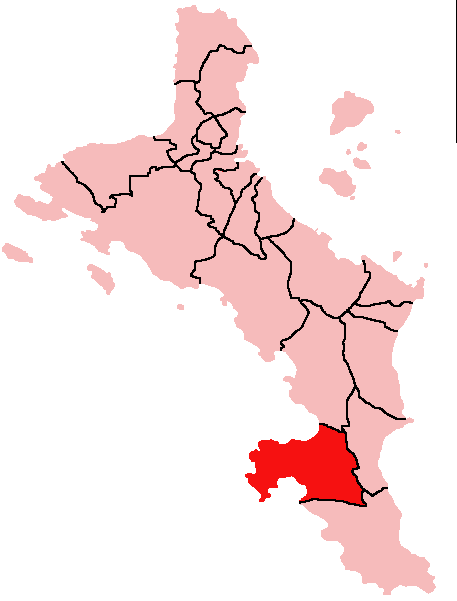
베라자르구의 위치

베라자르구(프랑스어: Baie Lazare)는 세이셸을 구성하는 25개 구 가운데 하나로 마에섬에 위치한다. 면적은 12.1km2, 인구는 2,957명(2002년 기준)이다.